# 內山薰
內山薰（日语：／ Uchiyama Kaoru，1995年6月14日—），日本寫真偶像。於神奈川縣出身。所屬事務所為「超越4871」（アウトラン4871）。

## 生平
2010年8月16日，內山推出寫真DVD《心之香水 ～你所在意的少女香氣～》，於當中部分場景以身穿校服的姿態登場。之後在次年1月發表寫真DVD《想讓你知道更多》（もっと知ってほしいな），這部作品同樣收錄了穿上校服的內山。除此之外她也以泳衣裝束登場。4月24日，她的寫真作品《心形Icon》（Heart Icon）公開。她在拍攝這部作品的部分場景時，以比基尼再搭配貓耳頭飾的穿着出鏡。
7月1日，她的寫真DVD《薰八段！》（かおる八段！）開售。觀眾能從中觀賞內山騎馬的樣子。8月26日，內山的寫真DVD《究極少女》（究極乙女）正式面世。次月出席這部作品的發售紀念活動。10月，她的寫真DVD《游泳部長》（水泳部長）公開。它收錄了內山穿上拍攝體育服和校園泳裝的身姿。她在夏天時亦開展寫真拍攝工作，以在12月20日發表作品《太陽耀目》（まぶしい太陽）。她對這次拍攝過程感到滿意。
次年2月，內山的寫真作品《多事相求！》（おねがいがいっぱい！）公開。另一位偶像森彩在部分場景亦有登場。4月27日，她發表寫真DVD《清新的笑容 ～內山薰喜孜孜～》（Fresh Smile ～かおるんるん～）。這部作品運用到了气球去輔助拍攝。6月，她在東京都開展寫真拍攝工作，以於8月10日推出《心跳不已！薰的一人水運會》（ドキッ！薫だけの水泳大会）一作。

## 人物
內山喜歡做料理，善於書法。初中時曾加入田徑部，自己則較為擅長數學科。她亦曾表示有志於將來成為和菓子職人。

## 外部連結
- 內山薰的Ameblo網誌，存于（日語）